# Hekaba
Hekaba (grč. Έκάβη, Hekábê) u grčkoj mitologiji Prijamova je žena i Hektorova majka, frigijskog porijekla, Dimina i Eunojina kći.

## Mitologija
S Apolonom je imala sina Troila. Prorečeno je da Troja neće biti poražena sve dok je Troil živ do svoje dvadesete godine. Ubio ga je Ahilej u Trojanskom ratu. Bila je također Hektorova majka te u Homerovoj Ilijadi oplakuje njegovu smrt.
S Prijamom je imala i najmlađeg sina Polidora koji je poslan s darovima (nakitom i zlatom) na dvor kralja Polimestora, da ga zaštiti za vrijeme Trojanskog rata jer se Prijam bojao za sigurnost svog djeteta. Nakon što je Troja pala, Polimestor je odbacio Polidora u smrt te uzeo darove. Hekuba je, premda su je zarobili Ahejci kad je pala Troja, na posljetku osvetila smrt svoga sina.
U drugoj inačici mita, Hekaba je poludjela kad je vidjela trupla svoje djece - Polidora i Poliksene.

## Vanjske poveznice
- Hekaba u grčkoj mitologiji (engl.)